# Ad Astra (film)
Pour les articles homonymes, voir Ad Astra.
Pour plus de détails, voir Fiche technique et Distribution.
Ad Astra, ou Vers les étoiles au Québec et au Nouveau-Brunswick, est un film de science-fiction américain coécrit et réalisé par James Gray, sorti en 2019. Il est présenté en compétition officielle lors de la Mostra de Venise 2019.
Sur Terre, dans un futur proche, l’ingénieur et astronaute de la NASA Roy McBride s'occupe de la maintenance d'une antenne de 30 km de hauteur,. Celle-ci est détruite lors d’une surcharge électrique d'antimatière venue de Neptune, qui cause des ravages également sur Terre. Ayant échappé à la mort, le major McBride part alors en mission à la recherche de son père, Clifford McBride, disparu seize années auparavant, lors d’une mission de recherche de vie extraterrestre visant à établir une base à proximité de Neptune. Cette mission, le « projet LIMA », serait encore active. Les actes de Clifford et de son équipe sur Neptune pourraient être en rapport avec les surcharges endommageant les fonctionnements électriques. De la Terre à Mars, d'où il doit émettre un message audio pour son père, en passant par la Lune, colonisée par les Terriens, et jusqu'à Neptune, Roy va dévoiler des secrets qui menacent l'humanité ainsi que la vie sur la Terre, et illustrer d’une nouvelle manière les relations entre un père et son fils.

## Synopsis
À la fin du XXIe siècle, le système solaire est frappé par de mystérieuses surtensions, menaçant toute vie humaine. Le major Roy McBride, fils de l'astronaute H. Clifford McBride, que l'on croit mort, est informé par le Commandement spatial américain (SpaceCom) que les surtensions ont été attribuées au Projet Lima, créé 29 ans plus tôt pour rechercher la vie intelligente dans la galaxie, sous la direction de Clifford. Aucune nouvelle de l'équipage de Lima depuis qu'il a atteint Neptune il y a 16 ans. Après avoir appris que son père est peut-être encore vivant, Roy accepte de se rendre sur Mars d'où il pourra tenter d'établir une communication avec lui. Roy est rejoint par le colonel Pruitt, ancien associé de son père. Connu pour sa capacité à rester calme sous une pression extrême, Roy montre peu de réaction émotionnelle à l'idée que son père soit en vie.
Arrivés sur la Lune, Roy et Pruitt sont escortés par du personnel militaire américain jusqu'à la base SpaceCom, située dans une zone de guerre de l'autre côté de la Lune. En route dans des rovers lunaires, des pirates prennent en chasse le convoi et mettent hors de combat les soldats de l'escorte. Roy et Pruitt parviennent à atteindre la base, mais Pruitt doit rester en arrière à cause de problèmes cardiaques. Il donne à Roy un message classifié indiquant que si Roy ne parvient pas à contacter son père, la station du projet Lima devra être détruite. Alors que Roy se rend sur Mars à bord du Cepheus, un signal de détresse est reçu d'une station spatiale norvégienne de recherche biomédicale. Le capitaine Tanner insiste pour porter assistance à l'équipage en détresse, passant outre aux protestations de Roy selon lesquelles la mission a la priorité et que d'autres navires peuvent répondre. La base norvégienne semble abandonnée. Tanner et Roy s'étant séparés à la recherche de l'équipage, Roy retrouve Tanner qui a été agressé par un babouin échappé, et Roy tue le babouin. Tanner meurt des suites de ses blessures, Roy montre peu d'émotion. Dans une évaluation psychologique, il admet avoir ressenti de la rage et se souvient que son père avait exprimé sa propre rage.
Une autre surtension frappe, alors que le Cepheus tente d'atterrir sur Mars, et le déséquilibre. Roy prend le commandement et fait atterrir calmement la fusée après que le capitaine / pilote par intérim a été paralysé par la peur. Dans la base souterraine de SpaceCom, Roy rencontre la directrice de l'installation, Helen Lantos. Il enregistre un message adressé à son père en suivant un texte, transmis à Lima, dans l'espoir que Clifford réponde. Le premier message reste sans réponse. Roy doit enregistrer un second message. Au lieu de lire la feuille, il sort du scénario et improvise un appel personnel et émotionnel à son père. Clifford répond, mais Roy ne peut entendre le message. SpaceCom prévoit une mission à la station Lima Project, mais interdit à Roy d'y participer, estimant que ses liens personnels présentent un risque. Lorsque Roy exige d'entendre la réponse, il est rapidement transféré dans une « salle de confort ».
Pendant qu'il est séquestré, Roy reçoit la visite de Lantos, qui révèle que ses parents étaient membres de l'équipe du projet Lima. Elle montre à Roy des images classifiées révélant que l'équipe de Clifford s'est mutinée et a tenté de retourner sur Terre, l'obligeant à éteindre leurs systèmes de survie ; ses parents faisaient partie des personnes tuées. Elle dit à Roy que le Cepheus doit aller à la station du projet Lima pour le détruire avec une arme nucléaire. Les deux décident que Roy doit affronter Clifford, et Lantos aide Roy à accéder au site de lancement de la fusée.
Roy monte à bord alors que la fusée décolle et est immédiatement découvert par l'équipage, qui a pour instruction de le neutraliser à tout prix. L'équipage est involontairement tué dans la confrontation. Au cours du voyage de 79 jours vers Neptune, Roy est seul pour réfléchir à sa relation avec son père et avec son ex-femme, Eve. L'isolement et le stress de la mission pèsent lourdement sur son mental. Il approche de la station du projet Lima dans une navette attachée au Cepheus, mais la navette est incapable de s'amarrer à la station car elle a été endommagée par une collision lors d'une autre surtension. Roy entre dans la station lors d'une sortie dans l'espace pendant que la navette s'éloigne. Trouvant les cadavres de l'équipage à l'intérieur, il déballe l'arme nucléaire avant de rencontrer Clifford, le seul survivant de la station. Clifford explique que les surtensions proviennent de la source d'alimentation antimatière défectueuse du navire, qui a été endommagée lors de la mutinerie. Clifford révèle à Roy qu'il n'y a pas de vie extraterrestre ici et que les êtres humains sont seuls dans cet univers. Clifford admet qu'il ne s'est jamais vraiment soucié de sa famille : il ne considère pas la Terre comme sa maison.
Roy copie les données recueillies par l'équipe du projet Lima et persuade Clifford de l'accompagner sur Terre. Il arme la bombe et ils grimpent sur la coque extérieure de la station pour retourner au Cepheus. Soudain Clifford les lance dans l'espace en utilisant les propulseurs de sa combinaison spatiale. Clifford supplie Roy de le détacher ; Roy le fait à contrecœur et regarde son père s'éloigner dans l'espace. Roy se propulse vers le Cepheus en utilisant sa propre combinaison spatiale. Manquant de carburant pour le retour, Roy compte sur l'onde de choc de l'explosion nucléaire de la centrale pour propulser le Cepheus. Les données extraites de la base du projet Lima suggèrent que les humains sont la seule vie intelligente de la galaxie. Roy se résout à renouer avec ses proches et il revient sur Terre avec un optimisme retrouvé. Il rend ses conclusions au cours d'une évaluation psychologique. Sa femme le rejoint.

## Fiche technique
- Titre original et français : Ad Astra
- Titre québécois : Vers les étoiles
- Réalisation : James Gray
- Scénario : James Gray, Ethan Gross
- Musique : Max Richter et Lorne Balfe
- Photographie : Hoyte van Hoytema
- Montage : Lee Haugen, John Axelrad
- Direction artistique : Christa Munro
- Décors : Karen O'Hara
- Costumes : Albert Wolsky
- Production : Brad Pitt, Dede Gardner, Jeremy Kleiner, James Gray, Rodrigo Teixeira, Anthony Katagas
- Sociétés de production : 20th Century Fox, Regency Enterprises, Plan B Entertainment, Bona Film Group, RT Features, Keep Your Head Productions et MadRiver Pictures
- Société de distribution : 20th Century Fox (États-Unis), 20th Century Fox France (France)[6]
- Pays de production :  États-Unis
- Langue originale : Anglais américain
- Format : couleur — 2,39:1 — 35 mm / Digital Cinema Package (4K) — son SDDS / Dolby Atmos / DTS
- Genre : science-fiction
- Durée : 124 minutes
- Dates de sortie :
  - Italie : 29 août 2019 (Mostra de Venise 2019 - compétition officielle)[7]
  - France : 18 septembre 2019
  - États-Unis : 20 septembre 2019
- Classification :
  - États-Unis : PG-13

## Distribution
- Brad Pitt (VF : Jean-Pierre Michaël ; VQ : Alain Zouvi) : le major Roy McBride
- Tommy Lee Jones (VF : Féodor Atkine ; VQ : Éric Gaudry) : H. Clifford McBride, père de Roy, astronaute
- Liv Tyler (VF : Marie-Laure Dougnac ; VQ : Isabelle Leyrolles) : Eve McBride, épouse de Roy
- Ruth Negga (VF : Nathalie Karsenti ; VQ : Éveline Gélinas) : Helen Lantos
- Donald Sutherland (VF : Georges Claisse ; VQ : Jean-Marie Moncelet) : le colonel Pruitt
- Kimberly Elise : Lorraine Deavers
- Loren Dean (VF : Patrick Mancini) : Donald Stanford
- Donnie Keshawarz (en) (VF : Fabien Jacquelin ; VQ : Adrien Bletton) : le capitaine Lawrence Tanner
- Sean Blakemore : Willie Levant
- Bobby Nish : Franklin Yoshida
- Lisa Gay Hamilton : l'adjudant-général Amelia Vogel
- John Finn (VF : Jean-Luc Kayser ; VQ : Benoît Rousseau) : le brigadier-général Stroud
- John Ortiz (VF : Arnaud Bedouët) : le lieutenant-général Rivas
- Freda Foh Shen : le capitaine Lu
- Kayla Adams : préposée de vol
- Ravi Kapoor : Arjun Dhariwal
- Elisa Perry : femme en pantalon blanc
- Daniel S. Sauli : Sal
- Kimmy Shields : le sergent Romano
- Kunal Dudheker : premier technicien
- Greg Bryk (VF : Cyrille Monge) : Chip Garnes
- Alyson Reed : Janice Collins
- Sasha Compère : une membre de l'équipe
- Justin Dray : un membre de l'équipe
- Alexandria Rousset : une femme devant l'écran
- Natasha Lyonne (VF : Dorothée Pousséo) : Tanya Pincus
- Zorro Manuel Daghlian : un employé de SpaceCom
- Jacob Sandler : Roy jeune
- Jamie Kennedy : Peter Bello
- Anne McDaniels : Shunga Hologram
- Elizabeth Willaman (VF : Marie Tirmont) : la voix de Cepheus

 Source et légende : version française (VF) sur RS Doublage version québécoise sur Doublage.qc.ca

## Production

### Genèse et développement
En mai 2016, durant le festival de Cannes, James Gray révèle qu'il sera le réalisateur-scénariste d'un film intitulé Ad Astra.
En avril 2017, durant la promotion de The Lost City of Z, il compare l'intrigue de Ad Astra au roman Au cœur des ténèbres de Joseph Conrad. Il explique par ailleurs que son intention est de faire un film sur le voyage spatial, mais avec une approche très réaliste. Il confirme que le tournage doit débuter en juillet 2017.

### Attribution des rôles
En avril 2017, James Gray confirme la présence de Brad Pitt dans le rôle principal. Deux mois plus tard, c'est au tour de Tommy Lee Jones d'être annoncé dans le rôle du père du personnage de Brad Pitt. En août 2017, Ruth Negga, John Finn, Donald Sutherland et Jamie Kennedy rejoignent la distribution,,,. Brad Pitt et Ruth Negga se retrouvent six ans après World War Z, sorti en 2013.

### Tournage
Le tournage débute en août 2017 à Santa Clarita en Californie,.

### Post-production
James Gray se plaignit qu'il n'avait pas le final cut pour Ad Astra, désapprouvant les changements imposés par le studio (qui vivait une acquisition historique par Disney) comme des reshoots ou la voix-off pour Roy McBride,.

## Accueil
Le film devait initialement sortir aux États-Unis le 11 janvier 2019. La sortie américaine est repoussée une première fois au 24 mai, puis au 20 septembre. Le report de la sortie est principalement lié au rachat de la 20th Century Fox par The Walt Disney Company. Le studio demande ensuite que la fin soit modifiée et retournée.

### Accueil critique
En France, le site Allociné établit une moyenne des critiques de presse à 4,4/5.
Pour Elisabeth Franck-Dumas, dans Libération, « Sans se défaire de l'élégance et de la mélancolie qui teintent ses précédents films, James Gray poursuit son exploration des relations familiales dans une quête sidérale sidérante. ».
Pour Céline Rouden, dans La Croix, « James Gray, avec son perfectionnisme visuel, nous offre ainsi une odyssée spatiale somptueuse de beauté et d'étrangeté. À la surcharge d'effets spéciaux, il préfère l'épure et la froideur du vide donnant à son film une atmosphère d'irréalité la plus à même de refléter le paysage intérieur et la solitude de son personnage. ».

### Box-office
Malgré un démarrage en deuxième position du box-office américain lors de son premier week-end, Ad Astra rencontre un échec commercial, n'engrangeant qu'un peu plus de 50,1 millions $ de recettes en douze semaines, alors que le film a été tourné avec un budget de 87,5 millions de $. Le film totalise 76,9 millions de recettes à l'international, portant le cumul mondial à plus de 127 millions $. En France, le film prend la tête du box-office avec 434 069 entrées. Bien que peinant à se stabiliser, le film atteint le cap du million d'entrées en cinquième semaine.
En dépit de ce résultat en demi-teinte, Ad Astra demeure à ce jour le meilleur résultat de James Gray au box-office.
| Pays ou région    | Box-office        | Date d'arrêt du box-office | Nombre de semaines |
| ----------------- | ----------------- | -------------------------- | ------------------ |
| États-Unis Canada | 50 188 370 $      | 12 décembre 2019           | 12                 |
| France            | 1 039 973 entrées | 30 octobre 2019            | 6                  |
| Total mondial     | 132 807 427 $     | -                          | -                  |

## Distinctions

### Nominations
- Oscars 2020 : Meilleur mixage de son pour Gary Rydstrom, Tom Johnson et Mark Ulano

### Sélections
- Mostra de Venise 2019 : en compétition officielle

## Analyse
Le titre du film évoque l'expression latine Ad astra per aspera (« vers les étoiles, à travers la difficulté ») et fait référence à la NASA, étant également le nom du magazine de la National Space Society.
Il fait également référence à une forme de voyage initiatique dans un environnement hostile, comme dans le roman Au cœur des ténèbres de Joseph Conrad.